# Saison 2 de The Island
Vous pouvez aider à l'améliorer ou bien discuter des problèmes sur sa page de discussion.
- Il n'est pas vérifiable et peut contenir des informations totalement erronées. Il est fortement conseillé aux contributeurs d'étayer son contenu par des sources fiables. Sans cela, sa suppression pourrait être envisagée. (si vous venez d'apposer le bandeau, veuillez cliquer sur ce lien pour créer la discussion et en afficher les indications). (Marqué depuis février 2025)
- Il peut contenir un travail inédit ou des déclarations non vérifiées. Vous pouvez l’améliorer en ajoutant des références. (Marqué depuis février 2025)

- Archive Wikiwix
- Bing
- Cairn
- DuckDuckGo
- E. Universalis
- Gallica
- Google
- G. Books
- G. News
- G. Scholar
- Persée
- Qwant
- (zh) Baidu
- (ru) Yandex
- (wd) trouver des œuvres sur Wikidata

Vous pouvez aider à l'améliorer ou bien discuter des problèmes sur sa page de discussion.
- Son texte doit être wikifié : il ne correspond pas à la mise en forme Wikipédia (style, typographie, liens internes, liens entre les wikis, etc.). (Marqué depuis février 2025)

Pour les articles homonymes, voir Island.
La deuxième saison de The Island, également appelée The Island, seuls au monde (pour l'île des hommes), et The Island, seules au monde (pour l'île des femmes), est une émission de télévision française de docu-aventure diffusée du 15 mars 2016 au 10 mai 2016. Elle a été animée par Mike Horn.

## Tournage
Les îles retenues sont, pour les hommes, la Isla Bayoneta et, pour les femmes, la Isla Gibraleón, toutes deux très proches l'une de l'autre au Nord-Ouest de la Isla del Rey, l'île principale de l'archipel, au large du Panama.

## Nouveautés
La principale nouveauté cette saison est que maintenant, les femmes peuvent participer au programme. En effet, la première saison était réservée aux hommes, mais cette nouvelle saison accueille les deux sexes. Cependant, les aventuriers sont séparés en deux groupes, naufragés sur deux îles différentes: l'Île des femmes, et l'Île des hommes,.

## Participants
(février 2025).
| Prénom du candidat | Prénom du candidat | Âge    | Métier                                  | Période          |
| ------------------ | ------------------ | ------ | --------------------------------------- | ---------------- |
| masculin           | Alain              | 55 ans | Cadre informatique                      | Jour 1 - Jour 28 |
| masculin           | Benjamin           | 38 ans | Médecin urgentiste                      | Jour 1 - Jour 28 |
| masculin           | Ismaël             | 43 ans | Cameraman                               | Jour 1 - Jour 28 |
| masculin           | Jean-François      | 39 ans | Policier municipal                      | Jour 1 - Jour 28 |
| masculin           | Jules              | 22 ans | Cameraman                               | Jour 1 - Jour 28 |
| masculin           | Julien             | 26 ans | Banquier                                | Jour 1 - Jour 28 |
| masculin           | Mexan              | 25 ans | Chef d'entreprise                       | Jour 1 - Jour 28 |
| masculin           | Morgan             | 27 ans | Cameraman                               | Jour 1 - Jour 28 |
| masculin           | Mouline            | 35 ans | Éducateur spécialisé                    | Jour 1 - Jour 28 |
| masculin           | Paul Junior        | 27 ans | Chef d'entreprise                       | Jour 1 - Jour 28 |
| masculin           | Serge              | 70 ans | Retraité de la Marine                   | Jour 1 - Jour 28 |
| masculin           | Vincent            | 23 ans | Juriste - mannequin                     | Jour 1 - Jour 28 |
| masculin           | Vince              | 32 ans | Assistant de direction                  | Jour 1 - Jour 28 |
| masculin           | Yannick            | 40 ans | Cameraman                               | Jour 1 - Jour 28 |
| masculin           | Clément            | 19 ans | Étudiant en droit                       | Jour 1 - Jour 4  |
|                    |                    |        |                                         |                  |
| féminin            | Dorothée           | 30 ans | Camérawoman                             | Jour 1 - Jour 28 |
| féminin            | Hélène Malherbe    | 36 ans | Gérante de magasin                      | Jour 1 - Jour 28 |
| féminin            | Isabelle           | 44 ans | Camérawoman                             | Jour 1 - Jour 28 |
| féminin            | Julieta            | 29 ans | Urgentiste                              | Jour 1 - Jour 28 |
| féminin            | Laure              | 33 ans | Camérawoman                             | Jour 1 - Jour 28 |
| féminin            | Louiza             | 28 ans | Camerawoman                             | Jour 1 - Jour 28 |
| féminin            | Muriel             | 60 ans | Retraitée                               | Jour 1 - Jour 28 |
| féminin            | Prana              | 27 ans | Professeur de fitness/pole dance        | Jour 1 - Jour 28 |
| féminin            | Sabrina            | 23 ans | Monitrice d'auto-école                  | Jour 1 - Jour 28 |
| féminin            | Sandy              | 26 ans | Mécanicienne dans l'aéronautique        | Jour 1 - Jour 28 |
| féminin            | Véra               | 26 ans | Chef de projet événementiel - mannequin | Jour 1 - Jour 28 |
| féminin            | Lora               | 24 ans | Coiffeuse                               | Jour 1 - Jour 20 |
| féminin            | Virginie           | 35 ans | Agricultrice                            | Jour 1 - Jour 14 |
| féminin            | Kayla              | 21 ans | Manageuse dans la restauration          | Jour 1 - Jour 10 |
| féminin            | Carole             | 36 ans | Femme au foyer                          | Jour 1 - Jour 3  |

Légende :
- Île des hommes
- Île des femmes

## Audiences
| Épisode | Jour et horaire de diffusion      | Téléspectateurs | Part de marché (sur les 4 ans et plus) | Classement des audiences | Référence |
| ------- | --------------------------------- | --------------- | -------------------------------------- | ------------------------ | --------- |
| 1       | Mardi 15 mars 2016 (20h55-23h30)  | 2 246 000       | 9 %                                    | 4e                       | [ 4 ]     |
| 2       | Mardi 22 mars 2016 (20h55-23h20)  | 2 288 000       | 9,1 %                                  | 4e                       | [ 5 ]     |
| 3       | Mardi 29 mars 2016 (20h55-23h30)  | 2 324 000       | 9,1 %                                  | 4e                       | [ 6 ]     |
| 4       | Mardi 5 avril 2016 (20h55-23h30)  | 2 057 000       | 8,4 %                                  | 4e                       | [ 7 ]     |
| 5       | Mardi 12 avril 2016 (20h55-23h25) | 2 169 000       | 8,6 %                                  | 4e                       | [ 8 ]     |
| 6       | Mardi 19 avril 2016 (20h55-23h05) | 2 357 000       | 9,7 %                                  | 4e                       | [ 9 ]     |
| 7       | Mardi 26 avril 2016 (20h55-23h20) | 2 399 000       | 9,7 %                                  | 3e                       | [ 10 ]    |
| 8       | Mardi 3 mai 2016 (20h55-23h20)    | 2 567 000       | 10,5 %                                 | 3e                       | [ 11 ]    |
| 9       | Mardi 10 mai 2016 (20h55-23h20)   | 2 716 000       | 11,2 %                                 | 3e                       | [ 12 ]    |

Légende :
- plus hauts scores d'audiences
- plus bas scores d'audiences

## Polémiques
Comme dans la saison 1, pour "survivre", les femmes ont dû capturer, ligoter, puis tuer un caïman. Cette séquence a choqué certains téléspectateurs.